# Ehretia aspera
Ehretia aspera är en strävbladig växtart som beskrevs av Carl Ludwig von Willdenow. Ehretia aspera ingår i släktet Ehretia och familjen strävbladiga växter. Utöver nominatformen finns också underarten E. a. obtusifolia.